# Baseball ai Giochi della XXXII Olimpiade
Il torneo di baseball ai Giochi della XXXII Olimpiade si sarebbe dovuto svolgere dal 29 Luglio all'8 Agosto 2020 a Fukushima e Yokohama, in Giappone, durante i Giochi della XXXII Olimpiade. A causa della pandemia di COVID-19 i Giochi sono stati posticipati di un anno, e il torneo si è svolto nelle stesse date del nuovo anno, sfalsate di un solo giorno, ovvero dal 28 luglio al 7 agosto 2021. È stato il primo torneo olimpico di baseball dopo quello di Pechino 2008. Nel torneo si sono affrontate 6 squadre. Come consuetudine il torneo di baseball viene disputato a livello maschile; alle atlete di sesso femminile è riservato il torneo di softball. Le partite sono state disputate in due differenti impianti: il Fukushima Azuma Baseball Stadium e il Yokohama Stadium (a Fukushima solo le gare del 28 luglio). Nessuna gara si è svolta nella città di Tokyo.

## Formula
Al torneo partecipano 6 squadre che si affrontano in due gironi all'italiana con sole gare di andata. Le posizioni finali dei gironi determinano l'ordine di accesso e la griglia della seconda fase, quella del Knockout, che con gare ad eliminazione diretta, e con un ripescaggio per ogni squadra sconfitta, sancisce le due finaliste, che si affronteranno nella finale per la medaglia d'oro.

## Calendario
| Baseball alla XXXII Olimpiade | Baseball alla XXXII Olimpiade | Baseball alla XXXII Olimpiade | Baseball alla XXXII Olimpiade | Baseball alla XXXII Olimpiade | Baseball alla XXXII Olimpiade | Baseball alla XXXII Olimpiade | Baseball alla XXXII Olimpiade | Baseball alla XXXII Olimpiade | Baseball alla XXXII Olimpiade | Baseball alla XXXII Olimpiade | Baseball alla XXXII Olimpiade |
| luglio/agosto 2021            | 28                            | 29                            | 30                            | 31                            | 1                             | 2                             | 3                             | 4                             | 5                             | 6                             | 7                             |
| ----------------------------- | ----------------------------- | ----------------------------- | ----------------------------- | ----------------------------- | ----------------------------- | ----------------------------- | ----------------------------- | ----------------------------- | ----------------------------- | ----------------------------- | ----------------------------- |
| Turno                         | Fase a gruppi                 | Fase a gruppi                 | Fase a gruppi                 | Fase a gruppi                 | Knockout                      | Knockout                      | Knockout                      | Knockout                      | Knockout                      | —                             | Finali                        |

## Squadre qualificate
Oltre al Giappone, qualificato di diritto come nazione ospitante dei Giochi, hanno partecipato altre 5 squadre. 2 di queste si sono qualificate tramite il Premier 12, competizione organizzata dalla WBSC che vede affrontarsi le 12 squadre con il miglior ranking mondiale: la squadra della regione America miglior qualificata, e la migliore squadra della regione Asia/Oceania (con esclusione del Giappone). Un'altra squadra si è qualificata tramite il torneo di qualificazione riservato alla regione Europa e Africa, che ha visto impegnate le prime 5 classificate dell'Europeo 2019 e la vincente della competizione continentale africana. Una quota è poi riservata ancora alla regione Americana, tramite il torneo di qualificazione olimpico che ha visto impegnate 8 squadre (le migliori non qualificate tramite il Premier 12 ed eventualmente le migliori dei Giochi PanAmericani del 2019). Ultimo posto riservato all'intercontinental qualifier che ha visto affrontarsi la seconda qualificata del torneo di qualificazione europeo, seconda e terza qualificata del torneo americano, le migliori due squadre del campionato asiatico e la vincitrice del girone di qualificazione Oceanico.
| Squadra         | Evento                                     | Data                      | Ultima apparizione |
| --------------- | ------------------------------------------ | ------------------------- | ------------------ |
| Giappone        | Paese ospitante                            | —                         | Pechino 2008       |
| Israele         | Vincitrice Europe/Africa Qualifier WBSC    | 18-22 settembre 2019      | Esordiente         |
| Messico         | Migliore Americana al Premier 12           | 2-17 novembre 2019        | Esordiente         |
| Corea del Sud   | Migliore Asiatica al Premier 12            | 2-17 novembre 2019        | Pechino 2008       |
| Stati Uniti     | Vincitrice Americas Qualifier WBSC         | 31 maggio - 5 giugno 2021 | Pechino 2008       |
| Rep. Dominicana | Vincitrice Intercontinental Qualifier WBSC | 22-26 giugno 2021         | Barcellona 1992    |

## Programma

### Fase a gruppi
La prima fase del torneo ha visto le sei squadre qualificate divise in due gruppi da tre squadre ciascuno. Ogni squadra ha sfidato, tra il 28 e il 31 luglio le altre due del gruppo una sola volta.

#### Gruppo A
| Pos. | Squadra         | G | V-P | AVG   | GB |
| ---- | --------------- | - | --- | ----- | -- |
| 1.   | Giappone        | 2 | 2-0 | 1.000 | –  |
| 2.   | Rep. Dominicana | 2 | 1-1 | .500  | 1  |
| 3.   | Messico         | 2 | 0-2 | .000  | 2  |

| Fukushima 28 luglio 2021, ore 05:00 UTC+1 | Rep. Dominicana | 3 – 4 (0-0, 0-0, 0-0, 0-0, 0-0, 0-0, 2-1, 0-0, 1-3) referto | Giappone | Fukushima Azuma Baseball Stadium |
| \| \| \| \| \| 8 \| Valide \| 9 \| \| 0 \| Errori \| 0 \| \| \| Vittoria \| (1–0) Ryoji Kuribayashi \| \| Jairo Asencio (0–1) \| Sconfitta \| \| |                 |                                                             |          |                                  |
| |                 |                                                             |          |                                  |
| 8 | Valide          | 9                                                           |          |                                  |
| 0 | Errori          | 0                                                           |          |                                  |
| | Vittoria        | (1–0) Ryoji Kuribayashi                                     |          |                                  |
| Jairo Asencio (0–1) | Sconfitta       |                                                             |          |                                  |

| Yokohama 30 luglio 2021, ore 05:00 UTC+1 | Messico   | 0 – 1 (0-0, 0-0, 0-0, 0-0, 0-1, 0-0, 0-0, 0-0, 0-X) referto | Rep. Dominicana | Yokohama Stadium |
| \| \| \| \| \| 4 \| Valide \| 6 \| \| 0 \| Errori \| 0 \| \| \| Vittoria \| (1-0) Ángel Sánchez \| \| Theodore Stankiewicz (0-1) \| Sconfitta \| \| \| \| Salvezza \| (1) Luis Felipe Castillo \| |           |                                                             |                 |                  |
| |           |                                                             |                 |                  |
| 4 | Valide    | 6                                                           |                 |                  |
| 0 | Errori    | 0                                                           |                 |                  |
| | Vittoria  | (1-0) Ángel Sánchez                                         |                 |                  |
| Theodore Stankiewicz (0-1) | Sconfitta |                                                             |                 |                  |
| | Salvezza  | (1) Luis Felipe Castillo                                    |                 |                  |

| Yokohama 31 luglio 2021, ore 05:00 UTC+1 | Giappone   | 7 – 4 (0-1, 1-0, 1-0, 3-1, 0-0, 0-0, 1-0, 1-2, 0-0) referto | Messico | Yokohama Stadium |
| \| \| \| \| \| 10 \| Valide \| 7 \| \| 0 \| Errori \| 2 \| \| Masato Morishita \| Vittoria \| \| \| \| Sconfitta \| Juan Oramas \| \| Ryoji Kuribayashi \| Salvezza \| \| \| Tetsuto Yamada, Hayato Sakamoto \| Fuoricampo \| Joey Meneses \| |            |                                                             |         |                  |
| |            |                                                             |         |                  |
| 10 | Valide     | 7                                                           |         |                  |
| 0 | Errori     | 2                                                           |         |                  |
| Masato Morishita | Vittoria   |                                                             |         |                  |
| | Sconfitta  | Juan Oramas                                                 |         |                  |
| Ryoji Kuribayashi | Salvezza   |                                                             |         |                  |
| Tetsuto Yamada, Hayato Sakamoto | Fuoricampo | Joey Meneses                                                |         |                  |

#### Gruppo B
| Pos. | Squadra       | G | V-P | AVG   | GB |
| ---- | ------------- | - | --- | ----- | -- |
| 1.   | Stati Uniti   | 2 | 2-0 | 1.000 | –  |
| 2.   | Corea del Sud | 2 | 1-1 | .500  | 1  |
| 3.   | Israele       | 2 | 0-2 | .000  | 2  |

| Fukushima 29 luglio 2021, ore 12:00 UTC+1 | Israele    | 5 – 6 (0-0, 0-0, 2-0, 0-2, 0-0, 2-0, 0-3, 0-0, 1-0, 0-1) referto | Corea del Sud | Fukushima Azuma Baseball Stadium |
| \| \| \| \| \| 7 \| Valide \| 11 \| \| 0 \| Errori \| 0 \| \| \| Vittoria \| (1–0) Oh Seung-hwan \| \| Jeremy Bleich (0–1) \| Sconfitta \| \| \| Ian Kinsler (1), Ryan Lavarnway 2 (2) \| Fuoricampo \| (1) Oh Ji-hwan, (1) Lee Jung-hoo, (1) Kim Hyun-soo \| |            |                                                                  |               |                                  |
| |            |                                                                  |               |                                  |
| 7 | Valide     | 11                                                               |               |                                  |
| 0 | Errori     | 0                                                                |               |                                  |
| | Vittoria   | (1–0) Oh Seung-hwan                                              |               |                                  |
| Jeremy Bleich (0–1) | Sconfitta  |                                                                  |               |                                  |
| Ian Kinsler (1), Ryan Lavarnway 2 (2) | Fuoricampo | (1) Oh Ji-hwan, (1) Lee Jung-hoo, (1) Kim Hyun-soo               |               |                                  |

| Yokohama 30 luglio 2021, ore 12:00 UTC+1 | Stati Uniti | 8 – 1 (0-0, 0-0, 3-0, 0-1, 0-0, 1-0, 2-0, 1-0, 1-0) referto | Israele | Yokohama Stadium |
| \| \| \| \| \| 11 \| Valide \| 7 \| \| 0 \| Errori \| 2 \| \| Joe Ryan (1-0) \| Vittoria \| \| \| \| Sconfitta \| (0-1) Joey Wagman \| \| Tyler Austin (1) \| Fuoricampo \| (1) Danny Valencia \| |             |                                                             |         |                  |
| |             |                                                             |         |                  |
| 11 | Valide      | 7                                                           |         |                  |
| 0 | Errori      | 2                                                           |         |                  |
| Joe Ryan (1-0) | Vittoria    |                                                             |         |                  |
| | Sconfitta   | (0-1) Joey Wagman                                           |         |                  |
| Tyler Austin (1) | Fuoricampo  | (1) Danny Valencia                                          |         |                  |

| Yokohama 31 luglio 2021, ore 12:00 UTC+1 | Corea del Sud | 2 – 4 (1-0, 0-0, 0-0, 0-2, 0-2, 0-0, 0-0, 0-0, 1-0) referto | Stati Uniti | Yokohama Stadium |
| \| \| \| \| \| 5 \| Valide \| 6 \| \| 0 \| Errori \| 0 \| \| \| Vittoria \| Nick Martinez \| \| Youngpyo Ko \| Sconfitta \| \| \| \| Salvezza \| David Robertson \| \| \| Fuoricampo \| Triston Casas, Nick Allen \| |               |                                                             |             |                  |
| |               |                                                             |             |                  |
| 5 | Valide        | 6                                                           |             |                  |
| 0 | Errori        | 0                                                           |             |                  |
| | Vittoria      | Nick Martinez                                               |             |                  |
| Youngpyo Ko | Sconfitta     |                                                             |             |                  |
| | Salvezza      | David Robertson                                             |             |                  |
| | Fuoricampo    | Triston Casas, Nick Allen                                   |             |                  |

### Knockout
Nella fase a eliminazione, tutte le squadre hanno avuto la possibilità di competere per la medaglia d'oro, grazie ai ripescaggi e alle gare di spareggio.

#### Tabellone
|  | Round 1         | Round 1                   |                           |               | Round 2 | Round 2         |                 |  | Semifinali | Semifinali |  |  | Finale | Finale |
|  |                 |                           |                           |               |         |                 |                 |  |            |            |  |  |        |        |
|  | #7              |                           |                           |               |         |                 |                 |  |            |            |  |  |        |        |
|  |                 |                           |                           |               |         |                 |                 |  |            |            |  |  |        |        |
|  | Israele         | 12                        |                           |               |         |                 |                 |  |            |            |  |  |        |        |
|  | Israele         | 12                        | #9                        |               |         |                 |                 |  |            |            |  |  |        |        |
|  | Messico         | 5                         |                           |               |         |                 |                 |  |            |            |  |  |        |        |
|  | Messico         | 5                         | Israele                   | 1             |         |                 |                 |  |            |            |  |  |        |        |
|  | #8              |                           | Israele                   | 1             |         |                 |                 |  |            |            |  |  |        |        |
|  |                 | Corea del Sud             | 11                        |               |         |                 |                 |  |            |            |  |  |        |        |
|  | Rep. Dominicana | Corea del Sud             | 11                        | 3             |         |                 |                 |  |            |            |  |  |        |        |
|  | Rep. Dominicana |                           | #13                       | 3             |         |                 |                 |  |            |            |  |  |        |        |
|  | Corea del Sud   | 4                         |                           |               |         |                 |                 |  |            |            |  |  |        |        |
|  | Corea del Sud   | 4                         | Corea del Sud             | 2             |         |                 |                 |  |            |            |  |  |        |        |
|  |                 |                           | Corea del Sud             | 2             |         |                 |                 |  |            |            |  |  |        |        |
|  |                 | Giappone                  | 5                         |               |         |                 |                 |  |            |            |  |  |        |        |
|  |                 | Giappone                  | 5                         |               |         |                 |                 |  |            |            |  |  |        |        |
|  | #10             |                           |                           |               |         |                 |                 |  |            |            |  |  |        |        |
|  |                 |                           |                           |               |         |                 |                 |  |            |            |  |  |        |        |
|  | Stati Uniti     | 6                         |                           |               |         |                 |                 |  |            |            |  |  |        |        |
|  | Stati Uniti     | 6                         |                           |               |         |                 |                 |  |            |            |  |  |        |        |
|  |                 |                           | Giappone                  | 7             |         |                 |                 |  |            |            |  |  |        |        |
|  |                 |                           | Giappone                  | 7             |         |                 |                 |  |            |            |  |  |        |        |
|  |                 |                           | #16                       |               |         |                 |                 |  |            |            |  |  |        |        |
|  |                 |                           |                           |               |         |                 |                 |  |            |            |  |  |        |        |
|  | Giappone        | 2                         |                           |               |         |                 |                 |  |            |            |  |  |        |        |
|  | Giappone        | 2                         | #11 (Ripescaggio Round 1) |               |         |                 |                 |  |            |            |  |  |        |        |
|  |                 | Stati Uniti               | 0                         |               |         |                 |                 |  |            |            |  |  |        |        |
|  | Rep. Dominicana | Stati Uniti               | 0                         | 7             |         |                 |                 |  |            |            |  |  |        |        |
|  | Rep. Dominicana | #12 (Ripescaggio Round 2) |                           | 7             |         |                 |                 |  |            |            |  |  |        |        |
|  | Israele         | 6                         |                           |               |         |                 |                 |  |            |            |  |  |        |        |
|  | Israele         | 6                         | Rep. Dominicana           | 1             |         |                 |                 |  |            |            |  |  |        |        |
|  |                 |                           | Rep. Dominicana           | 1             |         |                 |                 |  |            |            |  |  |        |        |
|  |                 |                           | Stati Uniti               | 3             |         |                 |                 |  |            |            |  |  |        |        |
|  |                 |                           | Stati Uniti               | 3             |         |                 |                 |  |            |            |  |  |        |        |
|  |                 |                           | #14                       |               |         |                 |                 |  |            |            |  |  |        |        |
|  |                 |                           |                           |               |         |                 |                 |  |            |            |  |  |        |        |
|  | Stati Uniti     | 7                         |                           |               |         |                 |                 |  |            |            |  |  |        |        |
|  | Stati Uniti     | 7                         |                           |               |         |                 |                 |  |            |            |  |  |        |        |
|  |                 |                           | Corea del Sud             | 2             |         | Finale 3º posto | Finale 3º posto |  |            |            |  |  |        |        |
|  |                 |                           | Corea del Sud             | 2             |         | Finale 3º posto | Finale 3º posto |  |            |            |  |  |        |        |
|  |                 |                           |                           |               | #15     |                 |                 |  |            |            |  |  |        |        |
|  |                 |                           |                           |               |         |                 |                 |  |            |            |  |  |        |        |
|  | Rep. Dominicana | 10                        |                           |               |         |                 |                 |  |            |            |  |  |        |        |
|  | Rep. Dominicana | 10                        |                           |               |         |                 |                 |  |            |            |  |  |        |        |
|  |                 |                           |                           | Corea del Sud | 6       |                 |                 |  |            |            |  |  |        |        |
|  |                 |                           |                           | Corea del Sud | 6       |                 |                 |  |            |            |  |  |        |        |
|  |                 |                           |                           |               |         |                 |                 |  |            |            |  |  |        |        |
|  |                 |                           |                           |               |         |                 |                 |  |            |            |  |  |        |        |
|  |                 |                           |                           |               |         |                 |                 |  |            |            |  |  |        |        |

| Giorno              | Numero partita | Luogo            | Casa            | Ospiti        | Risultato |
| Round 1             | Round 1        | Round 1          | Round 1         | Round 1       | Round 1   |
| ------------------- | -------------- | ---------------- | --------------- | ------------- | --------- |
| 1º agosto           | Partita 7      | Yokohama Stadium | Israele         | Messico       | 12-5      |
| 1º agosto           | Partita 8      | Yokohama Stadium | Rep. Dominicana | Corea del Sud | 3-4       |
| Round 2             |                |                  |                 |               |           |
| 2 agosto            | Partita 9      | Yokohama Stadium | Israele         | Corea del Sud | 1-11      |
| 2 agosto            | Partita 10     | Yokohama Stadium | Stati Uniti     | Giappone      | 6-7       |
| Ripescaggio Round 1 |                |                  |                 |               |           |
| 3 agosto            | Partita 11     | Yokohama Stadium | Rep. Dominicana | Israele       | 7-6       |
| Ripescaggio Round 2 |                |                  |                 |               |           |
| 4 agosto            | Partita 12     | Yokohama Stadium | Rep. Dominicana | Stati Uniti   | 1-3       |
| Semifinali          |                |                  |                 |               |           |
| 4 agosto            | Partita 13     | Yokohama Stadium | Corea del Sud   | Giappone      | 2-5       |
| 5 agosto            | Partita 14     | Yokohama Stadium | Stati Uniti     | Corea del Sud | 7-2       |
| Finali              |                |                  |                 |               |           |
| 7 agosto            | Finale bronzo  | Yokohama Stadium | Rep. Dominicana | Corea del Sud | 10-6      |
| 7 agosto            | Finale         | Yokohama Stadium | Stati Uniti     | Giappone      | 0-2       |

## Podio
| Evento   | Oro      | Argento     | Bronzo          |
| Baseball | Giappone | Stati Uniti | Rep. Dominicana |